# مالك غلام محمد
السيد مالك غلام محمد (بالأردية: ملک غلام محمد)، ملياردير باكستاني شغل منصب الحاكم العام الثالث لباكستان، وتم تعيينه بهذه الصفة عام 1951 حتى تم فصله عام 1955 بسبب ظروف صحية.
تلقى تعليمه في جامعة عليكرة الإسلامية، وانضم إلى الخدمة المدنية الهندية كمحاسب قانوني في خدمة حساب السكك الحديدية الهندية قبل ترقيته للانضمام إلى وزارة المالية بقيادة علي خان عام 1946. بعد استقلال باكستان نتيجة لتقسيم الهند في عام 1947، انضم إلى إدارة Liaquat كأول وزير مالية في البلاد حيث ساعد في صياغة الخطط الخمسية الأولى لتخفيف الاقتصاد الوطني لباكستان.
بعد اغتيال رئيس الوزراء لياكوات علي خان في عام 1951، تم تعيينه حاكمًا عامًا من قِبل خواجا ناظم الدين الذي تولى رئاسة الحكومة. أدى العنف على الصعيد الوطني في أعقاب الحركة اللغوية في دكا وأعمال الشغب الدينية في لاهور إلى إقالته من إدارة نظام ناظم الدين، ثم استخدم رئيس الوزراء محمد علي بوغرا بعد ذلك السلطات الاحتياطية لاستعادة السيطرة على القانون والنظام في باكستان في 1953-1954. في عام 1955، تم طرده بقوة من منصب الحاكم العام من قبل وزير الداخلية آنذاك إسكندر علي ميرزا بسبب تدهور حالته الصحية. بعد ذلك، خاض معركة قصيرة مع مرضه ثم توفي في عام 1956.
ينظر مؤرخو باكستان إلى صورته الشخصية بشكل سلبي، ويُنتقدون لأنه أثار المؤامرات السياسية، ويقوض السيطرة المدنية على الجيش من خلال التصريح بقانون الأحكام العرفية في باكستان، وتقليل قيمة المعايير الديمقراطية الناشئة عن طريق إقالة الجمعية التأسيسية لباكستان.

## سيرة شخصية
ولد مالك غلام محمد في أحد أحياء الضواحي بالقرب من بوابة موتشي في لاهور، البنجاب، الهند.
واشاد من عائلة بنجابية باثان التي تتبع جذورها قبيلة البشتون وقضى طفولته في مدينة لاهور المسورة، وبالتالي فإن تأثير ثقافة لاهوري النقي كان مرئيا إلى حد كبير على شخصيته. :xxx بعد إكمال دراسته في لاهور، ذهب إلى أليغار في ولاية أوتار براديش لحضور كلية وزارة الزراعة بجامعة أليغار مسلم (AMU)، وكان زميلًا في غرفة نذير أحمد، عالم فيزياء وبيروقراطيًا. في AMU حصل على درجة البكالوريوس في المحاسبة.

### الخدمة المدنية والمصالح التجارية
بعد تخرجه من جامعة عليكرة الإسلامية، التحق بخدمة التدقيق والحسابات في مارس 1920. :630 في يناير 1921، تلقى أول تعيين رسمي له كمساعد لمراجعة الحسابات في سكة حديد العود وروهيلخاند. عند اندماجها في سكة حديد شرق الهند في عام 1925، تم تعيين محمد لفترة وجيزة كمنفذ حكومي للحسابات مع سكة حديد البنغال والشمال الغربي، حيث كان يعمل بهذه الصفة من يناير إلى نوفمبر. بعد أن اكتسب سمعة كمحاسب كفء وفعال، تم تعيينه في مجلس السكك الحديدية الهندي قبل أن يصبح مراقب اللوازم العامة وشراء السكك الحديدية الهندية. :274–275 من يونيو 1932 إلى فبراير 1934، كان مرتبطًا بإدارة ولاية بوبال، وكان يعمل تحت إدارة نوابها حميد الله خان. في مارس 1934، عاد إلى الخدمة الحكومية وعُين نائباً للمحاسب العام (الوظائف والبرقيات) ؛ في مايو، تم تعيينه نائباً للمدير العام المساعد (المناصب والتلغراف، المالية)، وتم تأكيده في التعيين في يناير 1935. في يوليو 1936، تم تعيينه كمسؤول مالي رسمي في نفس القسم، وتم تأكيده في تعيينه في أبريل 1937 وتم ترقيته إلى المسؤول المالي (الاتصالات) في أكتوبر.
بعد اندلاع الحرب العالمية الثانية، تم تعيين محمد على التوالي في مناصب مهمة بشكل متزايد: كبير المراقبين على المتاجر في مارس 1940، المراقب العام للشراء في سبتمبر 1940 وسكرتير إضافي لوزارة التموين في مارس 1941. تم الاعتراف بخدماته في زمن الحرب كمحاسب محترف من قبل الحكومة البريطانية في ذلك العام عندما تم تعيينه رفيقًا لأمر الإمبراطورية الهندية (CIE) في قائمة الشرف لعام 1941. في مايو 1942، عُين محمد في إدارة ولاية حيدر أباد، حيث عمل مستشارًا لمنطقة حيدر أباد.
في عام 1945، ساعد في تأسيس شركة ماهيندرا ومحمد للحديد إلى جانب صناعي الصلب، وجي سي ماهيندرا وكي سي ماهيندرا حيث خدم محمد محاسب الشركة القانوني. في 1945-1947، سجلت الشركة في البداية اسم ماهيندرا ومحمد، وبدأت الإنتاج المرخص لسيارات جيب ويليز في مومباي حيث كان محمد يعتني بإيرادات الشركة وماليتها.
بعد الحرب العالمية الثانية، سئل من قبل نواب بهاء بور، اللورد صادق محمد خان الخامس لتمثيله في مؤتمرات المائدة المستديرة، وخلال هذا الوقت، بدأ تنسيق العلاقات السياسية مع لياقت علي خان. غادر حيدر أباد غادر للانضمام إلى وزارة المالية في عام 1946. في عيد ميلاد عام 1946، مع مرتبة الشرف الأخيرة التي تم فيها الاعتراف بالموظفين المدنيين الهنود، حصل على لقب فارس.

## وزير المالية (1947-1951)
في 1946-1947، غادر محمد ماهيندرا آند ماهيندرا وانضم إلى وزارة المالية كوزير خزانة في وزارة المالية لياكوات علي خان، مما ساعده في صياغة وإعداد أول ميزانية نقابية في الهند.
بعد مشاهدة تقسيم الهند في عام 1947، قرر الحصول على الجنسية الباكستانية واستقر بشكل دائم في مدينته الأصلية، لاهور، في 14 أغسطس 1947. ترعرع في إدارة لياكوات عندما عينه رئيس الوزراء لياكوات علي خان كأول وزير مالية للبلاد. قدم الميزانية الأولى وقدم مشروع الخطط الخمسية الأولى في عام 1948.
في عام 1949، دعا محمد قادة العالم الإسلامي إلى المنظمة الدولية للاقتصاد الإسلامي في باكستان، حيث أكد على فكرة الكتلة الاقتصادية الإسلامية. خلال هذا الوقت، نجا من الهجوم المميت الذي أصاب الشلل والذي جعله غير قادر على التحدث أو التحرك بفعالية وبدأ يعاني من سوء الحالة الصحية.

## الحاكم العام (1951-1955)
في وقت مبكر من عام 1951، اتخذ رئيس الوزراء لياكوات علي خان قرارًا بإقالة وزير المالية محمد بسبب استمرار تدهور حالته الصحية. ومع ذلك، لم يتخذ القرار بسبب اغتيال رئيس الوزراء لياقت علي خان في أكتوبر 1951. وقد رشحه الحاكم العام خواجة ناظم الدين بصفته رئيس الوزراء، وعين حكومته الخاصة.
في عام 1953، مثل باكستان كرئيس دولة في تتويج إليزابيث الثانية في دير وستمنستر إلى جانب المحافظين العامين من كندا وأستراليا ونيوزيلندا وجنوب أفريقيا وسيلان. عند عودته إلى باكستان، شهد التحريض الناجم عن الحركة اللغوية في دكا بشرق باكستان، وسلسلة من أعمال الشغب العنيفة المناهضة للأحمديين في لاهور، البنجاب في باكستان. قاد كلا الحدثين إلى استخدام سلطات الاحتياط الممنوحة بموجب قانون حكومة الهند لعام 1935 ضد رئيس الوزراء ناظم الدين، حيث رفض إدارته فعليًا فقط ليحل محله الدبلوماسي م. بوغرا. :118–119
في عام 1954، قامت الجمعية التأسيسية بمحاولات تشريعية لمحاولة تغيير قانون 1935 لإقامة الضوابط والتوازنات على صلاحيات الحاكم العام. :236 رداً على ذلك، قام محمد برفض الجمعية التأسيسية مرة أخرى، وهو إجراء تم الطعن فيه في محكمة السند العليا بواسطة مولفي تاميز الدين، رئيس الجمعية. :118–119 حكم رئيس المحكمة العليا في السند السير جورج قسطنطين بأن قرار الحاكم العام غير قانوني، لكن القرار ألغي من قبل المحكمة العليا في باكستان، بقيادة رئيس المحكمة محمد منير، في قرار منقسم. :119–121
يعتبر المؤرخون أن هذا الإجراء هو بداية السياسة الفاسدة في باكستان، حيث ستكتسب البيروقراطية العسكرية والمدنية، وليس المسؤولين المنتخبين، نفوذاً متزايدًا على صنع السياسة في البلاد.
خلال هذا الوقت، بدأت صحته في التدهور مع انتشار الشلل في كامل جسمه، مما اضطره إلى أخذ إجازة لتلقي العلاج في المملكة المتحدة في عام 1955. وبصفته، قام بتعيين وزير الداخلية إسكندر ميرزا في منصب الحاكم العام بالنيابة، لكن ميرزا طرده من منصبه من أجل شغل منصبه، بدعم من مشرعي الجمعية التأسيسية. في 29 أغسطس 1956، توفي مالك سر غلام محمد ودُفن في لاهور.